# Chanaz
Chanaz är en kommun i departementet Savoie i regionen Auvergne-Rhône-Alpes i sydöstra Frankrike. Kommunen ligger i kantonen Ruffieux som tillhör arrondissementet Chambéry. År 2022 hade Chanaz 551 invånare.

## Befolkningsutveckling
Antalet invånare i kommunen Chanaz
| Referens: INSEE |